# National Environmental Satellite, Data and Information Service
National Environmental Satellite, Data and Information Service  (NESDIS) är ett amerikanskt regeringsorgan som tillhör National Oceanic and Atmospheric Administration (NOAA) och som administrerar information som satelliter, olika militära och/eller federal organisationer samlar in runt om i världen. 
NESIDS har sitt huvudkontor (National Climatic Data Center) i Asheville, North Carolina. Andra underavdelningar finns i Boudler, Colorado (National Geophysical Data Center), Silver Spring, Maryland (National Oceanographic Data Center). Dessutom finns National Snow and Ice Data Center och National Coastal Developement Center som används av forskare internationellt.
Sedan mitten av 1970-talet har NESDIS haft flera satelliter i omlopp som samlar in information om bland annat havsströmmar och miljön i polarregionerna. 1983 övertog man ansvaret för satellitsystemet Landsat.